# Tajique, New Mexico
Tajique, New Mexico (енгл. Tajique) насељено је место без административног статуса у америчкој савезној држави Њу Мексико.

## Демографија
По попису из 2010. године број становника је 130, што је 18 (-12,2%) становника мање него 2000. године.
| Група             | 2000.       | 2010.      |
| Белци             | 28 (18,9%)  | 29 (22,3%) |
| Афроамериканци    | 0 (0,0%)    | 0 (0,0%)   |
| Азијати           | 0 (0,0%)    | 0 (0,0%)   |
| Хиспаноамериканци | 117 (79,1%) | 99 (76,2%) |
| Укупно            | 148         | 130        |